# Хари Потър и Огненият бокал
 Тази статия е за книгата.  За филма вижте Хари Потър и Огненият бокал (филм).  
Хари Потър и Огненият бокал (на английски: Harry Potter and the Goblet of Fire) е фентъзи роман, написан от английската писателка Джоан Роулинг, четвъртият от поредицата Хари Потър. Книгата проследява Хари Потър, млад магьосник, през четвъртата му година в училището за магия и вълшебство Хогуортс, и мистерията около попадането на името му в Огнения бокал като състезател в Тримагическия турнир, в който Хари е принуден да се състезава.
Книгата е публикувана в Обединеното кралство от Bloomsbury и в Съединените щати от Scholastic на 8 юли 2000 г. – за първи път книга от поредицата е издадена в двете държави по едно и също време. Романът печели награда Хюго, единственият роман за Хари Потър, който печели наградата през 2001 г. Филмовата адаптация на романа е издадена на 18 ноември 2005 г.

## Сюжет
През лятото семейство Уизли канят Хари Потър да присъства на финала на Световната купа по куидич, който се играе между България и Република Ирландия. Мачът завършва с победа за ирландците, но къмпингът е атакуван от бившите последователи на Волдемор, наречени смъртожадните. Никой не е убит, но се появява Черният знак и е установено, че е омагьосан от домашното духче на Барти Крауч Уинки.
Хогуортс отваря врати за новата учебна година и е обявен нов турнир между три училища, които да се състезават за Тримагическата купа. Другите конкурентни училища са Бобатон и Дурмщранг. Учениците с вълнение очакват началото на турнира, който се обявява за открит след пристигането на гостуващите отбори. Огненият бокал, магически съд, който има за задача да избира шампионите, е показан. Посочва трима състезатели от всяко от училищата, след което избира Хари за четвърти състезател, въпреки че няма навършени 17 години.
Учениците разбират, че Хари е измамил и се обръщат срещу него. Рубиъс Хагрид вярва в невинността на Хари и му показва драконите, участващи в първата задача. Хари предупреждава Седрик Дигъри, син на Амос Дигъри, за предизвикателството и е подпомогнат от Лудоокия Муди, бивш аврор и новия учител по защита срещу черните изкуства, да се подготви за задачата. Използвайки превъзходните си летателни умения, Хари преминава покрай дракона и взима златното яйце, което е следа за следващата задача.
Обявен е коледен бал и Хари трябва да намери партньорка, тъй като състезателите по традиция откриват празника с танц. Хари и Рон Уизли първоначално се борят да си намерят партньорки, но в крайна сметка отиват с „най-красивите момичета от своя курс“ – Парвати и Падма Патил. Рон започва да ревнува, като вижда Хърмаяни Грейнджър с Виктор Крум, състезателя на Дурмстранг и звезда по куидич, и прекарва нощта в спор с нея. Хари е мрачен, че Чо Чанг е със Седрик, другият състезател на Хогуортс.
Втората задача изисква спасяването на близък приятел или роднина от езерото. Хари използва риборасли, дадени му от Доби, за да диша под водата. Той спасява Рон от езерото, като същевременно спасява сестрата на Фльор Делакор, състезателката на Бобатон, но не за да вземе допълнителни точки. След задачата Хари и Крум откриват мъртвото тяло на Барти Крауч, в Забранената гора, но то е изчезнало, когато се връщат.
Игрището за куидич е подготвено за третата (и последна) задача и изисква състезателите да преодолеят лабиринт от храсти, пълен с препятствия. Хари и Седрик успяват да стигнат до центъра, където е поставена Тримагическата купа. Те я докосват заедно, но са транспортирани извън Хогуортс до гробище. Седрик вярва, че това е част от задачата, но Хари разбира истината, когато белегът му започва да го боли. Опаш пристига с Волдемор и убива Седрик с пръчката на своя господар. След това той използва кръвта на Хари, за да възстанови крехкия Волдемор обратно в пълното му физическо тяло. Волдемор призовава своите смъртожадни и се опитва да убие Хари пред тях. Той се проваля, когато неговата пръчка и тази на Хари се свързват в рядък феномен, наречен „Приори Инкантатем“. Това предизвиква разсейване, което позволява на Хари да избяга обратно в Хогуортс с помощта на Купата.
В Хогуортс Муди завлича Хари в кабинета си, за да го разпита, и момчето разбира, че той е смъртожадния Бартемус Крауч Младши. Хари е спасен от пристигането на Дъмбълдор, Макгонагъл и Снейп, които принуждават  фалшивият Муди да се разкрие. Крауч младши е затворил истинския Муди, узурпирайки самоличността му, използвайки многоликова отвара. Пристигайки в Хогуортс, той се грижи Хари да спечели Турнира и да бъде транспортиран до гробището за ритуала на Волдемор. Баща му, Барти Крауч старши, е бил под проклятието империус, но тъй като започва да се съпротивлява, е убит.
Крауч младши е предаден на дименторите. Хари се възстановява в болничното крило в компанията на Рон, Хърмаяни и семейство Уизли. Той се среща с опечалените родители на Седрик, докато Дъмбълдор прави планове да подготви магьосническия свят за завръщането на Волдемор. Учебната година свършва и Хари се връща да живее отново при Дърсли за лятото.

## Развитие
Романът Огненият бокал е почти два пъти по-обемен от първите три книги. Роулинг заявява, че „знае от самото начало, че ще бъде най-големият от първите четири“. Тя казва, че е необходимо да има „подходяща подготовка“ за заключение и прибързването със „сложния сюжет“ може да обърка читателите. Тя също така заявява, че „всичко е в по-голям мащаб“, което е символично, тъй като хоризонтите на Хари се разширяват както буквално, така и метафорично, докато израства. Тя също иска да изследва повече от магическия свят.
До официалното обявяване на заглавието на 27 юни 2000 г. книгата се нарича с работното си заглавие Хари Потър IV. Преди това, през април, издателят го е обявил като Harry Potter and the Doomspell Tournament. Въпреки това Дж. К. Роулинг изразява нерешителността си относно заглавието в интервю за Ентъртейнмънт Уийкли. „Промених решението си два пъти относно [заглавието]. Беше излязло работното заглавие — Harry Potter and the Doomspell Tournament. След това промених Doomspell на Тримагическият турнир. След това се колебаех между Огеният бокал и Тримагическият турнир. Край, предпочетох Огненият бокал, защото носи такова усещане – за чаша на съдбата, което е темата на книгата“. Роулинг също така признава, че четвъртата книга ѝ е най-трудната за писане по това време, защото е забелязала огромна дупка в сюжета по средата на писането.

## Теми
Джеф Дженсън, който интервюира Роулинг за Ентъртейнмънт Уийкли през 2000 г., посочва, че фанатизмът е голяма тема в романите за Хари Потър и в частност Огненият бокал. Той споменава как Волдемор и неговите последователи са предубедени към мъгълите и как в Огненият бокал Хърмаяни формира сдружение, за да освободи домашните духчета на Хогуортс, които „са били слуги толкова дълго, че нямат желание за нищо друго“. На въпроса защо изследва тази тема, Роулинг отговаря:
| „ | Защото фанатизмът вероятно е нещото, което мразя най-много. Всички форми на нетолерантност, цялата идея за това, което е различно от мен, е задължително зло. Наистина обичам да изследвам идеята, че разликата е равна и добра. Но има и друга идея, която обичам да изследвам. Потиснатите групи не са, най-общо казано, хора, които стоят здраво заедно – не, за съжаление, те някак си се разделят помежду си и се борят като в ада. Това е човешката природа, така че това е, което виждате тук. В този свят на магьосници и вещици е формиран отвратителен ред. | “ |

Тя също така коментира, че не смята, че това е твърде „тежко“ за децата, тъй като е едно от онези неща, за които „огромен брой деца на тази възраст започват да мислят“.

## Критичен отговор
Хари Потър и Огненият бокал получава предимно положителни отзиви. В Ню Йорк Таймс писателят Стивън Кинг заявява, че Огненият бокал е „толкова добър, колкото предишните три книги“ и хвали хумора и подсюжетите, въпреки че коментира, че „има и умерено изморително количество юношески караници. ..това са тийнейджърски работи“. В Хорн Бук Мегазин Марта В. Паравано дава смесен отзив, като казва, че „някои ще го намерят за широкообхватно, завладяващо написано и увлекателно; други за дълго, разхвърляно и криволичещо изпълнено с наречия“. Рецензия на Пъблишърс Уийкли хвали книгата, изкусните улики и хитрите изненади, които обезоръжават най-внимателната аудитория“ и допълва, че това „може да е най-вълнуващата [част] досега“. Пишейки за Ню Йоркър, Джоан Акочела отбелязва, че „където предишните томове се движеха като светкавица, тук темпото е по-бавно, енергията е по-разпръсната. В същото време романът става по-мрачен“.

## Адаптации

### Кино
Хари Потър и Огненият бокал е адаптиран във филм, чиято премиера в световен мащаб е на 18 ноември 2005 г., режисиран от Майк Нюел, със сценарий от Стив Клоувс. Филмът печели 102,7 милиона долара за първия си уикенд, в крайна сметка събира 896 милиона долара в световен мащаб. Филмът е номиниран и за най-добър дизайн на 78-те награди Оскар.

## В България
| Година на издаване | Издание                          | Художник на корицата                             | Издателство | Страници |
| ------------------ | -------------------------------- | ------------------------------------------------ | ----------- | -------- |
| 2002 г.            | твърди корици                    | Мери Гранпре                                     | „Егмонт“    | 600      |
| 2016 г.            | твърди корици                    | Джони Дудъл                                      | „Егмонт“    | 632      |
| 2019 г.            | твърди корици (с обложка)        | Джим Кей (и на илюстрациите)                     | „Егмонт“    | 464      |
| 2019 г.            | твърди корици (юбилейно издание) | Любен Зидаров                                    | „Егмонт“    | 544      |
| 2021 г.            | твърди корици                    | Мери Гранпре (и на илюстрациите към всяка глава) | „Егмонт“    | 632      |